# Marcin Czupryna
Marcin Tomasz Czupryna – polski ekonomista, doktor habilitowany nauk społecznych, profesor na Uniwersytecie Ekonomicznym w Krakowie, specjalista od analizy decyzyjnej, badań operacyjnych, ekonometrii oraz finansów.

## Kariera naukowa
W 2007 roku na Kolegium Analiz Ekonomicznych Szkoły Głównej Handlowej w Warszawie uzyskał stopień doktora nauk ekonomicznych na podstawie rozprawy pt. Zależność decyzji finansowych od elementów strukturalnych modelu sytuacji decyzyjnej, której promotorem był Tomasz Szapiro. W 2012 roku został zatrudniony na Uniwersytecie Ekonomicznym w Krakowie, gdzie w 2020 roku uzyskał na jego Kolegium Ekonomii, Finansów i Prawa stopień doktora habilitowanego nauk społecznych na podstawie pracy pt. Jednotematyczny cykl publikacji, zatytułowany „O identyfikacji i konsekwencjach uwarunkowań behawioralnych zachowań ekonomicznych”.